# Black & Noir
Black & Noir Records est un label discographique indépendant français en activité de 1989 à 1999.

## Biographie
Le label est fondé à Angers en 1989 par Eric Sourice (alors chanteur des Thugs) et Stéphane Martin,,. Il se situe dans la droite ligne des labels indépendants français des années 80 comme Closer ou Bondage.
À l'origine Black & Noir est une émission de radio locale active de 1983 à 1988, animée par Stéphane Martin et J. Hugues, chanteur de Casbah Club. En 1987, Black & Noir devient également une association qui organise des concerts à Angers (Les Thugs, Parabellum, New Christs, Les Shériffs, Kid Pharaon...). Eric Sourice et Stéphane Martin fondent ensuite la boutique Black & Noir, un disquaire indépendant. La boutique sera un lieu important du milieu du public rock à Angers et sera fréquentée par les futurs membres de Zenzile ou de Pony Pony Run Run.
Lors de différents concerts en Angleterre en 1987 et 1989, Eric Sourice découvre le groupe Cateran. En effet, les Thugs partagent l'affiche avec ce groupe originaire d’Édimbourg et sont signés chez le même label anglais : Vinyl Solution. Les disques du groupe écossais n'étant pas distribués en France, Eric Sourice et Stéphane Martin décident de fonder un label, la distribution de l'album Ache de Cateran sera donc en 1989 la première référence de Black & Noir Records.
Un an après, la véritable première production du label est le premier 45 tours des Dirty Hands.
Durant une décennie, Black & Noir Records produit ou distribue des groupes d'Angers (Dirty Hands, Les Shaking Dolls, Hint...) ou français comme Drive Blind, les Deity Guns ou le premier 45 tours des Burning Heads.
Le plus gros succès du label est la compilation Enragez-vous, sortie en 1993 et contenant des titres inédits de Noir Désir, des Thugs ou de Girls against Boys.

## Le club Single
En s'inspirant du concept du label américain Sub Pop (Nirvana, Soundgarden, Mudhoney et Les Thugs), Black & Noir Records lance le Club Single. Contre un abonnement de 90 francs par an, les adhérents reçoivent cinq 45 tours dans l'année.

## Sources et références
1. 1 2  « Stéphane Martin, l'enfant du rock, a bien grandi. Info - Angers.maville.com », sur www.angers.maville.com (consulté le 2 janvier 2016)
2. ↑  Jean-Noël Levavasseur, Instantanés électriques Volume 1 : 1991-2001, Camion blanc, 2013 (ISBN 978-2-35779-280-7, présentation en ligne)
3. ↑  « Rock : treize ans après, que sont devenus les Thugs ? », sur Ouest-France.fr (consulté le 3 janvier 2016)
4. ↑  Cécile Arnoux, « Nineteen something : tout doit renaître », TohuBohu,‎ 1er juillet 2016 (lire en ligne, consulté le 7 octobre 2016)
5. ↑  « Paint it Black, Interview de Stéphane, "Big Boss" de Black & Noir », Kill your idols, no 2,‎ mars 1991, p. 5-8 (lire en ligne)
6. ↑  Cécile Arnoux, « Home Wax, disquaire à Angers », TohuBohu,‎ 15 avril 2016 (lire en ligne, consulté le 7 octobre 2016)
7. 1 2  Jean-Luc Manet, Ici & indépendant ; of best : 1988-1993, Camion Blanc, 2013 (ISBN 978-2-35779-374-3, présentation en ligne)
8. ↑  « BLACK & NOIR », sur www.kingautomatic.com (consulté le 2 janvier 2016)
9. ↑  « Tour de France : Angers | NOISEY », sur NOISEY (consulté le 19 janvier 2016)
10. ↑  « Les Burning Heads, groupe phare de la scène punk rock hexagonale dans l'agenda - France 3 Centre-Val de Loire », sur France 3 Centre-Val de Loire (consulté le 2 janvier 2016)
11. ↑  Faustine Sappa, BERTRAND CANTAT : Nous les écorchés, CAMION BLANC, 12 novembre 2015 (ISBN 978-2-35779-787-1, présentation en ligne)